# يوم مناسب لموت قاسي
يوم مناسب لموت قاسي (بالإنجليزية: A Good Day to Die Hard)‏ هو فيلم حركة أمريكي من إخراج جون مور وكتابة سكيب وودز. الفيلم سيكون هو الخامس ضمن سلسلة أفلام موت قاسي «داي هارد». بروس ويليس يلعب دور جون ماكلين، الذي يسافر إلى روسيا لمساعدة أبنه المشاكس، جاكي (جاي كورتني) في الخروج من السجن ثم يعلق الاثنان في مخطط إرهابي.
التخطيط لإنتاج جزء خامس من السلسلة بدأ قبل أصدار داي هارد 4.0 في (2007)، مع بروس ويليس مؤكداً بأن فيلم 2007 لن يكون الأخير في السلسلة، لكن الإنتاج الأولي للفيلم لم يبدأ حتى سبتمبر 2011 عندما تم الأعلان عن جون مور كمخرج للفيلم. بدأ التصوير في أبريل 2012 في بودابست، هنغاريا.
صدا الفيلم في دور العرض التقليدية والآيماكس في 7 فبراير 2013 في كوريا الجنوبية وهونغ كونغ وفي 14 فبراير 2013 في الولايات المتحدة وكندا. وهو أول فيلم في السلسلة يستخدم تقنية Dolby Atmos Surround Mixing والتي تضمن وصول الفيلم في أنقى درجة صوتية.
الفليم هو الأول في السلسلة الذي يتلقى مراجعات سلبية من معظم النقاد، لكن إيرادته تعدت ضعف ميزانيته مرتين.

## وصلات خارجية
- يوم مناسب لموت قاسي على موقع IMDb (الإنجليزية)
- يوم مناسب لموت قاسي على موقع ميتاكريتيك (الإنجليزية)
- يوم مناسب لموت قاسي على موقع الموسوعة البريطانية (الإنجليزية)
- يوم مناسب لموت قاسي على موقع روتن توميتوز (الإنجليزية)
- يوم مناسب لموت قاسي على موقع نتفليكس (الإنجليزية)
- يوم مناسب لموت قاسي على موقع قاعدة بيانات الأفلام العربية
- يوم مناسب لموت قاسي على موقع ألو سيني (الفرنسية)
- يوم مناسب لموت قاسي على موقع أول موفي (الإنجليزية)
- يوم مناسب لموت قاسي على موقع بوكس أوفيس موجو (الإنجليزية)
- يوم مناسب لموت قاسي على موقع فيلمافينيتي (الإسبانية)

1. ↑  وصلة مرجع: https://www.amctheatres.com/movies/a-good-day-to-die-hard. الوصول: 8 أبريل 2016.
2. ↑  وصلة مرجع: http://www.filmaffinity.com/en/film854859.html. الوصول: 8 أبريل 2016.
3. ↑  وصلة مرجع: http://www.metacritic.com/movie/die-hard-with-a-vengeance. الوصول: 8 أبريل 2016.
4. ↑  وصلة مرجع: https://www.siamzone.com/movie/m/6672. الوصول: 8 أبريل 2016.